# ФК САШК Напредак
НК САШК Напредак је фудбалски клуб из Сарајева, и тренутно се такмичи у Кантоналној лиги Сарајево, четвртом рангу такмичења.

## Историја

### Историја САШК-а
САШК (Сарајевски Аматерски Шпортски клуб) је основан 1910. године. У почетку се такмичио у оквиру градске лиге, а 1923. се као први пласирао у виши ранг. Такође 1923. је играо финале првог државног првенства али је изгубио од Грађанског из Загреба. Други велики успех клуб је остварио 1924. када је играо полуфинале државног првенства, где је изгубио са 6:1 од Хајдука из Сплита.

### САШК у такмичењима НДХ
У току Другог светског рата САШК се такмичио у лигама НДХ. Неколико година је освајао првенство Сарајева, као и прво место у конкуренцији тимова из БиХ. 1942. године САШК је играо полуфинале хрватског првенства против Грађанског из Загреба, а 1944. се САШК пласирао у финале лиге НДХ где га је чекала утакмица против ХАШК-а из Загреба. Због ратних операција на подручју НДХ утакмица је одложена и на крају отказана, а Фудбалски савез Хрватске је прогласио ХАШК прваком. Та одлука је у јануару 1945. поништена тако да првака за 1944. нема.
По завршетку Другог светског рата САШК је као и већина осталих клубова због такмичења у првенству НДХ расформиран.

### Историја Напретка
Ногометни клуб Напредак је основан 17. децембра 1994. године, и обновљен 4. фебруара 1995. на скупштини САШК-а.

### Уједињење САШК-а и Напретка
Након неколико година засебног постојања клубова Хрватског културног друштва Напредак, НК Напретка и САШК-а, на скупштини клуба 15. априла 1999. донесена је одлука о спајању ова два клуба. Нови клуб је добио име НК САШК Напредак и започео такмичење у Другој лиги ФБиХ - Југ. Након неколико сезона клуб се 2001. квалификовао у Прву лигу ФБиХ.

### Спајање са Фамосом Храсница
У сезони 2010/11. клуб је упао у финансијске проблеме па је продао своју лиценцу Фамосу из Храснице (Општина Илиџа). Пошто им није дозвољена продаја, клуб је пред сезону 2011/12. спојен са Фамосом и нови клуб је добио име ФК Фамос-Сашк Напредак Храсница, али ће тај клуб наставити историјски континуитет Фамоса, док је НК САШК Напредак након једне сезоне паузе без сениорског тима такмичење у сезони 2012/13. наставио у Кантоналној лиги Сарајево.